# Kubán (vegyület)
A kubán (C8H8) olyan szénhidrogén, melynek molekulájában nyolc szénatom egy kocka csúcsán helyezkedik el, és minden szénatomhoz egy hidrogénatom kapcsolódik. A legegyszerűbb oktaéderes szimmetriájú szénhidrogén. Szilárd, kristályos anyag, elsőként Philip Eaton és Thomas Cole szintetizálta 1964-ben. Korábban úgy vélték, hogy a kocka alakú szénváz túl instabil ahhoz, hogy létezzen. A kocka alak miatt a szénatomok között szokatlanul kicsi, 90°-os a kötésszög, ami jelentős gyűrűfeszültséget okoz a tetraéderes koordinációjú szénatomban mért 109,45°-hoz képest. A kubánmolekula kinetikailag eléggé stabil, mivel nincs könnyen elérhető közvetlen bomlási módja.
A kinetikai stabilitás melletti nagy energiatartalom révén a kubán és származékai szabályozott energiatárolásra használhatóak. Az okta- és heptanitrokubánnak például vizsgálták a nagy energiájú robbanóanyagként történő alkalmazhatóságát.
E vegyületeknek a szokásos szénhidrogénekhez képest nagyon nagy a sűrűségük. Az ebből fakadó nagy energiasűrűség azt jelenti, hogy viszonylag nagy mennyiségű energiát lehet aránylag kis helyen tárolni, ami a tüzelőanyag tárolása és az energia szállítása során fontos szempont.

## Előállítása
Az 1964-es klasszikus szintézis 2-ciklopenténon 2-brómciklopentadienonná történő átalakításával kezdődik:
Szén-tetrakloridban N-brómszukcinimiddel végzett allil helyzetű brómozás, majd azt követő brómaddícióval az alkénből 2,3,4-tribrómciklopentanon keletkezik. Ezt dietil-éterben dietil-aminnal kezelve eliminációs reakcióban két hidrogén-bromid kilépése mellett dién jön létre.

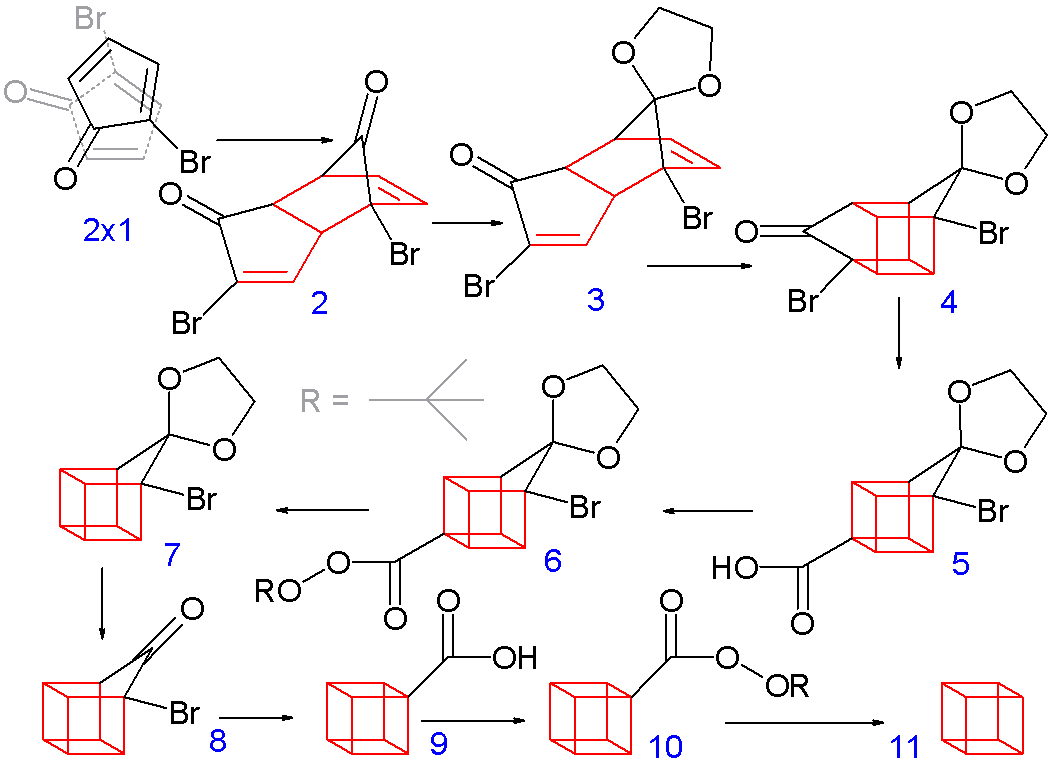
Eaton 1964-es kubán szintézise

A nyolc szénatomos kubánváz felépítése a 2-brómciklopentadienon spontán Diels-Alder dimerizációjával kezdődik – ez a ciklopentadién diciklopentadiénné történő dimerizációjával analóg –, az 1 vegyület két molekulájának reakciójával a 2 vegyület keletkezik. A további lépések végbemeneteléhez csak az endo izomer alkalmas, ebben a reakcióban túlnyomó részt ez az izomer keletkezik.
Ez a termék a legvalószínűbb, mivel az egyik molekulán levő brómatom és a másik reaktánson levő karbonilcsoport közötti sztérikus kölcsönhatás így a legkisebb, miközben a két reaktáns megközelíti egymást, valamint a reakció átmeneti állapotában a hasonló dipólusok közötti kölcsönhatás is így a legkisebb. Mindkét karbonilcsoportot benzolban etilénglikollal és p-toluolszulfonsavval acetál formában védik, majd az egyik acetál védőcsoportot vizes sósavval szelektíven eltávolítva nyerik a 3 vegyületet.
A következő lépésben a 3 endo izomer (melyben mindkét alkén funkció egymáshoz közel található) fotokémiai [2+2] cikloaddíciós reakcióban kialakítja a ketrecszerű 4 szerkezetet. A brómketon csoportot kálium-hidroxiddal végzett Favorszkij-átrendeződéses gyűrűszűkítéssel 5 karbonsavvá alakítják, majd a következő lépésben – a (tionil-kloriddal képzett) savkloridon keresztül terc-butil-hidroperoxiddal és piridinnel képzett 6 terc-butil perészter – termikus dekarboxilezésével 7 keletkezik, majd még egy acetál eltávolításával 8 képződik. További Favorszkij-átrendeződéssel keletkezik a 9, és végül újabb dekarboxilezéssel a 10-en keresztül alakul ki a 11 kubán.

## Származékai
Az oktafenil származékát tetrafenilciklobutadién-nikkel-bromidból kiindulva már 1962-ben, az alapvegyület szintézisét megelőzően előállította Freedman. Ez a származék kevéssé oldódó, színtelen anyag, olvadáspontja 425–427 °C.
} Egy 2014-es publikáció szerint a hiperkocka szerkezetű hiperkubán is létezhet. A kubénnak két különböző izomerjét állították eddig elő, és egy harmadikat számítógépes módszerekkel vizsgáltak. Az orto-kubén alkén funkciója piramidalizációs geometriája miatt rendkívül reakcióképes. Előállításakor ez volt a legnagyobb piramidalizációjú, sikeresen előállított alkén. A meta-kubén izomer még kevésbé stabil, a para-kubén pedig valószínűleg csak kettős gyök formájában létezik, semmint hogy benne a testátló mentén valódi kötés legyen.

## Reakciói
Fémionok által katalizált σ-kötés-átrendeződéssel kuneán állítható elő.

## Fordítás
Ez a szócikk részben vagy egészben  a   Cubane című angol Wikipédia-szócikk ezen változatának fordításán alapul.  Az eredeti cikk szerkesztőit annak laptörténete sorolja fel. Ez a jelzés csupán a megfogalmazás eredetét és a szerzői jogokat jelzi, nem szolgál a cikkben szereplő információk forrásmegjelöléseként.

## További olvasnivalók
- Eaton's cubane synthesis at SynArchive.com
- Tsanaktsidis's cubane synthesis at SynArchive.com
- Cubane chemistry at Imperial College London